# BBC TV Europe
BBC TV Europe (1987–1991) – brytyjska stacja telewizyjna, będąca pierwszym w historii BBC kanałem telewizyjnym skierowanym do odbiorców za granicą. Kanał był dostępny drogą satelitarną (wymagał jednak opłacenia abonamentu i posiadania dekodera) oraz w sieciach kablowych w wielu państwach Europy. Pokazywał programy emitowane w tym samym czasie w Wielkiej Brytanii na antenie BBC One lub BBC Two. W 1991 został zastąpiony przez BBC World Service Television, zaś dzisiaj jego dzieło kontynuuje, w nieco innej formule, BBC Prime.